# Anne Enrightová
Anne Teresa Enrightová (* 11. října 1962 Dublin) je irská spisovatelka. Ve svých prózách se zaměřuje na život žen, hlásí se také k feminismu. Je rovněž známa svými silně proimigračními a multikulturalistickými postoji.

## Život
Vystudovala filozofii a angličtinu na Trinity College v Dublinu a tvůrčí psaní na University of East Anglia, (kde ji vedli např. Angela Carterová nebo Malcolm Bradbury). Do literatury vstoupila v roce 1991 sbírkou povídek Paruka mého otce. V té době pracovala jako režisérka a producentka v irské veřejnoprávní televizi, od roku 1993 se věnuje jen literatuře. Dlouhodobě se potýkala s depresí. Její sloupky vycházejí mj. v denících The Guardian, The Irish Times a The New York Times.
Je vdaná za Martina Murphyho, s nímž má dvě děti.

### Romány
- The Wig My Father Wore (Paruka mého otce, 1995)
- What Are You Like? (Jaká jsi?, 2000)
- The Pleasure of Eliza Lynch (Potěšení Elizy Lynchové, 2002)
- The Gathering (Shledání, 2007), Česky 2009, Odeon, překlad Dominika Křesťanová. Za tento román získala v roce 2007 Man Bookerovu cenu.
- The Forgotten Waltz (Zapomenutý valčík, 2011)
- The Green Road (Zelená silnice, 2015)
- Actress (Herečka, 2020)

### Povídky
- The Portable Virgin (Přenosná panna, 1991)
- Taking Pictures (Fotografování, 2008)
- Yesterday's Weather (Včerejší počasí, 2009)

### Publicistika
- Making Babies: Stumbling into Motherhood (Jak se dělají děti: vklopýtání do mateřství, 2004)